# Karl Wirth (Klavierbauer)
Karl Wirth (* 1800 in Augsburg; † 1882 in Stuttgart) war ein deutscher Orgel- und Klavierbauer, der zwischen 1827 und 1854 eine große Klavierbaufabrik in Sankt Petersburg aufbaute.

## Leben und Wirken
Karl Wirth war der Sohn von Franz Joseph Wirth (1760–1819), einem in Augsburg tätigen Orgel- und Klavierbauer.
Nach dem Tod des Vaters übernahm Karl Wirth den Betrieb, siedelte jedoch aufgrund der dort besseren Auftragslage nach Sankt Petersburg um. Karl Wirths Fabrik hatte bald 100 Arbeiter. In der Fabrik arbeitete auch Friedrich Wilhelme Schiller als Geselle, dieser eröffnete später seine eigene Fabrik.
Wirth arbeitete und wohnte in seinem eigenen Haus in der Malaâ Morskaâ Straße 22 (gegenwärtig 21). Für sein „Aeolodikon“, ein Tasteninstrument mit frei schwingenden Zungen, einem Vorläufer des Harmoniums erhielt er 1829 die Große Silbermedaille auf der Ersten Öffentlichen Ausstellung der Russischen Manufakturwaren in Sankt Petersburg. Seine Instrumente zeichneten sich weniger mit den Klangeffekten von Saiten angeschlagenden Hämmerchen aus, sondern bestachen durch gezupfte Saiten mit Leder überzogene Hämmerchen. Dieses melodische Musizieren war die eine Hemisphere des russischen Klaviermusizierens, für welche die wirthschen Instrumente prototypisch waren. Wirth verfolgte ein Ziel, den Klang seiner Instrumente der siebensaitigen russischen Gitarre anzupassen. Diesem Ringen um den samtenen, glitzernden Ton gegenüber, standen neue Bauweisen der resonanzstarken Hammerklaviere, die für Konzertsäle voller Publikum gedacht waren. Dieser vermeidliche Krach brachte Leo Tolstoi dazu, die Die Kreutzersonate zu schreiben, die kurz heruntergebrochen Beethovens Musik für Hammerklaviere mit dem energischen Anschlag zum Parallelmotiv eines Mordes aus Eifersucht machte. Auch Anton Tschechow nahm in der Kurzgeschichte Jonytsch den Krach des Hammerklaviers zum Anlass, dass der Arzt des Werben um die junge Pianistin nicht fortführte, alterte, ergraute und bitter wurde.
In den 27 Jahren, in denen Wirth in Petersburg aktiv war, baute er 2700 Instrumente. In Clara Schumann fand Wirth eine prominente Klaviervirtuosin, die viel Gutes über seine Pianos berichtete, was er als Werbemittel einsetzen konnte. Über ihre Reise nach Sankt Petersburg erwähnte sie, dass um 1850 in der russischen Hauptstadt überall Deutsch gesprochen wurde, erst 10 Meilen außerhalb soll das Russische überwogen haben. Damit wird sie auch die Vielzahl an weiteren deutschen Instrumentenbauern gemeint haben, denen sie in Sankt Petersburg begegnete. 1841 kam es zu einem Brand in Wirths Fabrik, bei dem ein Großteil der Werkzeuge und des Materials vernichtet wurde.
Eine auf Wirth zurückgehende Orgel aus Sankt Petersburg (1833) befand sich 1875–1902 in der finnischen Gemeinde Myrskylä.

„Mit Beginn der dreißiger Jahre trat Carl Wirth hervor mit ſeinen, tatsächlich wundervollen Flügeln, welche den Tischner'schen Inſtrumenten an Solidität nichts nachgaben, dabei jedoch, was Elastizität der Spielart und weichen, gesanglichen Ton anbelangt, sie bedeutend übertrafen. Es war ein wahrhafter Hochgenuß auf einem Wirth'schen Flügel zu spielen, weil der Mechanismus desſelben jeden Anschlag des Spielers auf's präziseste je nach dessen Intentionen nüancirt wiedergab und zugleich der zu Tage kommende Ton der menschlichen Stimme ähnelte. Ich bin auf's festeste überzeugt, daß Jeder, der jemals Gelegenheit hatte, ein echtes Carl Wirth'sches Inſtrument (aus der Zeit von 1840–55) zu ſpielen, mir vollkommen beistimmen wird. Carl Wirth's Flügel konkurrierten siegreich mit den damals weltberühmten
Erard'schen Fabrikaten, und verdrängten zuletzt dieselben sogar aus den Palästen unserer, allem Pariser Chic so ergebenen Aristokratie.“

Friedrich Eschenbach wird in der Forschung als Nachfolger von Karl Wirths Pianofabrik gesehen, da Eschenbach in den Jahren nach Wirths Rückkehr in die Heimat die Produktion der bekannten Klaviere unter demselben Namen fortsetzte. Eschenbach war wahrscheinlich der Sohn von Wirths Schwager Adam Eschenbach.
Die Familie von Wladimir Iljitsch Lenin schaffte um 1870 einen Wirth-Flügel an. In den drei Gedenkstätten in Simbirsk, Kasan und in Samara wurden zu Sowjetzeiten extra Wirth-Flügel beschafft, um das historisch getreue Ambiente erlebbar zu machen. Laut den Memoiren von Lenins Schwestern begaben sich die Kinder zur Nachtruhe, sobald die Mutter Maria Aleksandrovna ihre Lieblingsromanzen, insbesondere jedoch „Eintönig klingt hell das Glöcklein“ in Begleitung des geschätzten Wirth-Klaviers vorzusingen begann.
Ähnlich legte Pjotr Iljitsch Tschaikowskis Mutter Alexandra ihrem Sohn die Liebe zur Musik quasi in die Wiege, indem sie abends russische Romanzen, vor allem Solovej ‚Nachtigall‘ von Alexander Aljab´ev in Begleitung ihres Wirth-Klaviers zum Besten gab. Auch im Elternhaus des Komponisten Michael Glinka stand und steht ein zum gesanglichen Begleiten bestimmter Wirth-Flügel in Novospasskoe bei Smolensk. Die Instrumente sind eher an Harfenflügeln als an den Innovationen des Hammerklaviers orientiert, die sich allerdings quantitativ bis 1918 durchsetzten.